# 소니그룹
소니그룹 주식회사(일본어: ソニーグループ株式會社, 영어: Sony Group Corporation)는 일본의 다국적 복합기업이다. 사업은 엔터테인먼트, 금융, 반도체, 전자제품 등이다. 오늘날 방송기재 분야에서 독보적인 위치를 차지하고 있다. 소니는 전세계 비디오 게임 회사 매출 순위 2위의 기업이며, 매출 기준 세계 TV 시장 점유율 10위권, 세계 반도체 판매 순위에서 20위권 내에 포함되는 기업이다.
창업자는 모리타 아키오(일본어: 盛田昭夫)와 이부카 마사루(일본어: 井深大)이며, 1946년 5월 7일 설립 당시의 이름은 도쿄 통신 공업 주식회사(일본어: 東京通信工業株式會社)이다. 소니에서 출시해서 세계적으로 유명해진 제품으로는 포켓형 트랜지스터 라디오, 트랜지스터 텔레비전(트리니트론), 포터블 음악 플레이어(워크맨) 등이 있다.

## 역사

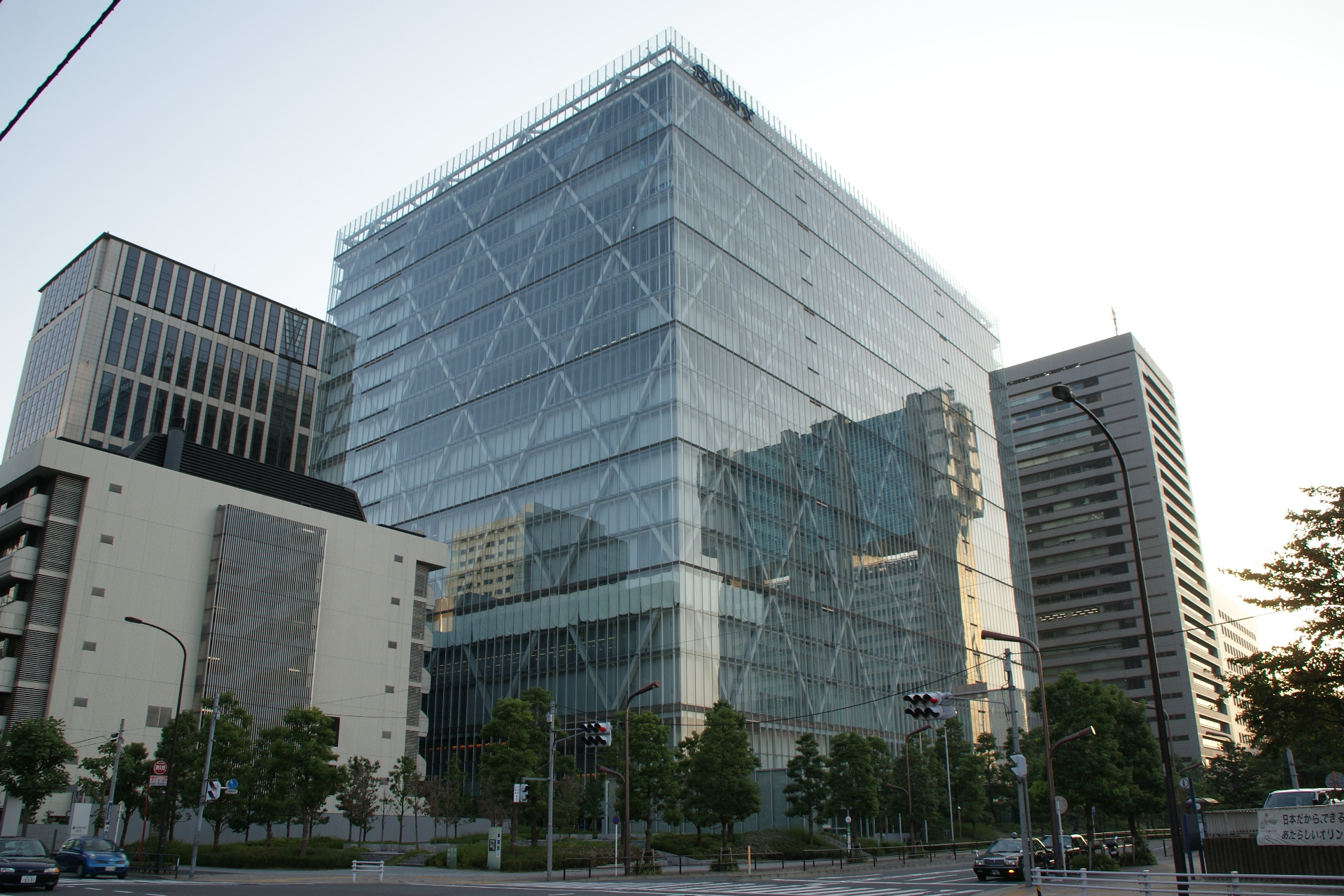
소니 본사

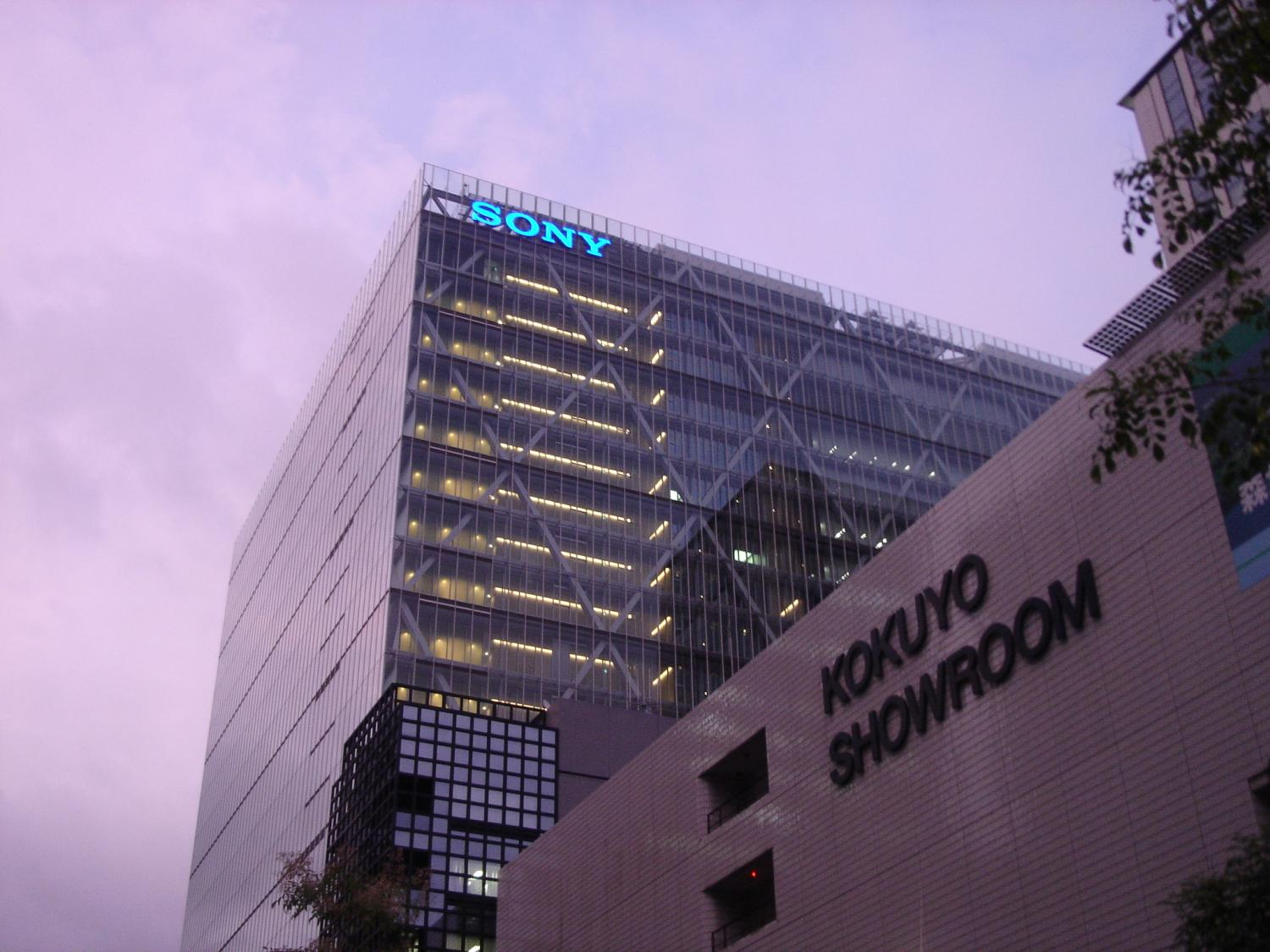
소니 본사 (도쿄 미나토 구)

### 초창기
2차 세계대전 후 1945년 말, 이부카 마사루는 도쿄 주오구 니혼바시에 폭탄 피해를 입은 백화점 건물에서 라디오 수리점을 시작했다. 다음 해, 모리타 아키오라는 동업자가 합류했고, 그들은 동경 통신공업 주식회사를 설립했다. 이 회사는 일본에서 처음으로 Type-G라고 불리는 테이프 레코더를 만들었다. 직원은 20여 명에 지나지 않았다. 1940년대 말 최초로 생산한 제품은 전기밥통이었다.
1950년대 초반 이부카는 미국을 여행하다가 벨 연구소의 트랜지스터 발명 소식을 듣게 되었다. 그는 벨 연구소가 트랜지스터 기술을 일본에게 사용할 수 있도록 허가할 것이라고 확신했다. 대부분의 미국 회사들이 트랜지스터를 군사용으로 연구하고 있었던 반면, 이부카와 모리타는 그것을 통신에 응용하려고 했다. 비록 미국 회사 레전시와 텍사스 인스트루먼트가 첫 번째 트랜지스터 라디오를 만들었지만, 이부카의 회사가 그것을 처음으로 상업적으로 성공하도록 만들었다. 동경 통신공업 주식회사는 1958년에 소니로 사명을 바꾸었다.

### 전성기
소니는 일본이 20세기 하반기에 세계적인 전자제품 생산국이 되는 데 주도적인 역할을 하였다. 세계 가전기업 매출 1위는 일본 제조의 대명사 마쓰시타이었지만 2위인 소니가 혁신을 주도하였던 것이다. 1957년에 소니는 세계 최초로 포켓형 트랜지스터 라디오를 출시하였으며, 1960년에 최초의 완전한 트랜지스터 흑백 텔레비전을 시판하였고, 1969년에 트리니트론을 출시하였다. 트리니트론은 소니를 한동안 부동의 세계 1위 텔레비전 회사로 만들어주었으며, 1973년 미국 에미 상을 수상, 이는 사람이 아닌 물건이 수상한 최초의 사례로 남았다. 1994년에 트리니트론은 1억대의 판매량을 달성하였다. 당시로서는 가장 많이 팔린 가전제품 중 하나로 알려졌다. 소니의 TV시장 연간매출 1위 행진은 2006년, 그것도 3분기 실적이 나온 11월이 되어서야 삼성전자에 의해 멈추었다.
미국 NASA는 아폴로 7호부터 소니의 TC-50 레코더를 우주비행사들에게 지급하여 우주에서 사용토록 하였다. 1979년에 소니는 포터블 카세트 플레이어 워크맨과 경량 헤드폰을 출시하여 세계적인 반향을 불러일으켰다. 이 카세트 방식 워크맨은 2003년 생산이 중지되기까지 무려 3억 4천만대가 판매되었다.
소니는 1969년에 산업용 및 소비자용 컬러 비디오 카세트 레코더(VCR) 프로토타입을 발표하였고 1971년에 최초의 비디오 카세트를 시판하였다. 1975년에 혁신적이지만 훗날 대표적인 실패의 교과서가 되어버린 베타맥스 포맷을 발표하며 비디오 테이프 포맷 전쟁의 주인공이 된다. 1982년에 오가 노리오가 사장에 취임하고 소니는 네덜란드 필립스와 같이 개발한 컴팩트 디스크(CD)를 공개하였으며, 최초의 CD 플레이어 'CDP-101'을 출시하였다.
파죽지세의 소니는 1987~88년 CBS 레코드 그룹을 매입함으로써 세계 최대의 레코드회사가 되었다. 바로 뒤이은 1989년에 소니는 34억달러로 미국의 정신적 아이콘 중 하나인 컬럼비아 픽처스 영화사까지 인수하여 미국에서 논란을 불러일으켰다. 소니는 1993년에 소니 컴퓨터 엔터테인먼트를 설립, 1994년에 가정용 게임기 플레이스테이션을 발매하고, 1996년 노트북 바이오를 출시하였다.
소니는 1992년, 미국 리처드 닉슨 행정부의 대통령 경제보좌관이었고, 이후 투자자문사인 블랙스톤 그룹(Blackstone Group)의 회장이었던 피터 피터슨(Peter Peterson)을 사외이사로 임명했다. :203 1995년 사장에 오른 이데이 노부유키는 1997년 소니의 이사회를 전면 개편하여 사외이사 중심의 서구식 지배구조로 바꾸었다. 그는 "매출액이 5조 6천억 엔이나 되는 방대한 회사를 유지하기 위해서 이사회는 그룹 전체를 시야에 두고 행동해야 한다. 이를 위해서는 이사회의 철저한 토론이 필수적이고 실질적 토론이 가능한 이사의 수는 10명이다"라고 밝혔다. 일본의 상법이 이사에게 업무 집행과 감독의 상반된 기능을 동시에 부과하였던 것에 반하여, 소니는 집행임원과 이사회의 이사를 분리할 필요를 느끼게 되었다. 그 결과 기존에 회장, 사장, 부사장, 전무, 상무, 이사 등 총 38명으로 구성되어 있었던 소니 그룹의 이사회는 대표권을 갖는 부사장 이상 7명과 사외이사 3명의 총 10명으로 축소되었다. 소니는 피터 피터슨 외에도 사쿠라은행의 회장인 수에마쯔 켄니치, 일본 골드만삭스의 이시하라 히데오 등을 사외이사로 임명했다. :305~306

### 쇠퇴기
이데이 회장은 2001년부터 지나치게 외부활동에 주력하고, 내부의 경영통제에는 별다른 신경을 쓰지 못했다. 이데이는 제너럴 모터스와 네슬레의 사외이사가 되어 해외 출장이 잦았고, 정부의 IT 전략자문회의의 의장이 되어 외부활동이 많아졌다. 이데이 회장 대신 안도 사장이 그 역할을 대신할 수도 있었으나 이데이는 자신을 CEO로, 안도 사장은 COO로 역할을 정의한 뒤 안도 사장에게 각 컴퍼니의 시너지를 도모하는 것과 같은 주요한 조정 역할에 대한 권한을 충분히 주지 않았다. 결국 이데이는 시너지 창출에 필요한 내부의 협력 결속과 같은 업무를 자신이 맡았지만, 실제로는 충분한 시간을 투입하지 못한 꼴이 되었다. :270
2004년 4월 소니는 삼성전자와 텔레비전용 액정 디스플레이 합작법인인 S-LCD을 설립하여 2011년 12월에 합작법인을 청산할 때까지 디스플레이의 공동 개발, 제조, 공급을 계속하였다.
2005년 3월 5일, 소니는 주력 산업인 전자기기 부문의 경영 부진을 타개하기 위해 이데이 노부유키 회장 겸 그룹 최고경영 책임자와 안도 쿠니타케(일본어: 安藤国威) 사장을 동반 퇴진 시키고, 그들을 대신해 하워드 스트링거(Howard Stringer) 부회장 겸 소니 미국법인 사장과 추바치 료지(일본어: 中鉢良治) 부사장을 각각 임명했다. 이사회 구조를 보면, 외국인 사외이사들이 많다. 외국인인 하워드 스트링거가 소니 전체의 CEO로 임명된 것에서도, 소니가 글로벌 기업을 지향한다는 사실을 알 수 있다. :222 소니의 이사들의 임기는 선임된 후 1년 이내에 종료되는 사업연도 내에 최후로 열리는 정기주주총회의 시점까지다.
회계 연도 2005년 (2006년 3월 31일 종료), 소니는 총 8조 엔 (약 680억 달러) 가량의 매상을 기록했다. 전체 수익 중 주력 사업인 전자기계 부문이 차지하는 비율은 64.3%로 단연 두각을 나타내었으나, 실질적인 영업 수익은 309억 엔으로 적자를 나타내었다. 그 외 소니 컴퓨터 엔터테인먼트(Sony Computer Entertainment, Inc.)를 주축으로 하는 게임 부문이 12.0%, 소니 픽처스 엔터테인먼트 (Sony Pictures Entertainment, Inc.) 중심의 영화 산업과 소니 뮤직 엔터테인먼트 (Sony Music Entertainment, Inc.)를 중심으로 하는 음악 산업을 비롯한 기타 부문들이 5.3%를 차지하고, 소니 파이낸셜 홀딩스 (Sony Financial Holdings Inc) 등을 중심으로 하는 금융 부분이 각각 9.3%씩을 차지하였고, 각 부문은 각각 87억엔, 274억 엔, 1883억 엔, 162억 엔 씩의 영업 이익을 올렸다.
2008년 12월 소니는 전체 임직원의 약 10%인 1만 6천명을 해고할 것이라고 발표하였는데, 이는 아시아 기업 가운데 가장 큰 규모의 구조조정이다.

### 경영재건과 부활
2012년 2월 1일 소니는 히라이 카즈오(일본어: 平井一夫) 부사장을 신임 사장 겸 CEO로 임명했다. 히라이 사장은 이사회 승인 절차를 거쳐 2012년 4월부터 CEO로 공식 취임했다. 소니 사상 첫 외국인 CEO였던 하워드 스트링거는 이사회 의장으로 추대되었으나 2013년 6월 퇴진하였다.
2014년 2월 6일 소니는 한때 연간 870만대씩 판매되었으나 노트북 시장 경쟁격화로 경영이 악화된 바이오 PC 사업을 일본산업파트너스에 매각하고, 누적적자가 8천억엔에 달하던 TV 사업은 구조조정과 함께 소니 비주얼 프로덕트로 분사하였다. 2015년에 워크맨 사업을 분사한 뒤, 2016년 배터리 사업 매각까지 결정하여 2017년 7월에 완료하였다.
2014년부터 소니는 헬스케어 사업(소니 라이프 케어), 부동산 산업(소니 리얼 에스테이트), 의료 산업(소니 올림푸스 메디칼 솔루션), 드론 산업(에어로센스), 교육 산업(소니 글로벌 에듀케이션) 등 다양한 분야로 사업을 확장하였다. 2016년에 소니는 스마트폰용 게임시장에 본격적으로 진출하였다. 소니 컴퓨터 엔터테인먼트가 모바일 게임을 개발하고 이를 유통하는 계열사 포워드워크스를 설립해 운영에 들어간다고 밝힌 것이다. 이는 똑같이 모바일 게임에 관심을 기울이지 않던 콘솔 게임기 라이벌 닌텐도가 모바일 게임에 사력을 쏟기로 한 것에 대한 대응으로 비춰졌다.
히라이 가즈오 CEO의 구조조정으로 소니는 2017년기에 7천 2백억엔의 사상 최대 이익을 올렸다. 또한 소니 역사상 전대미문의 위기 중 하나로 꼽히는 2014년의 소니픽쳐스 해킹 쇼크를 이겨내었다는 찬사를 받았다. 2018년 4월 1일부터 히라이 가즈오를 도우며 소니의 실적을 상승시킨 공로자로 인정받는 요시다 켄이치로 전 소니 CFO가 후임 CEO로 취임하였다.
소니는, 40년 이상의 노하우로 쌓인 기술력과 스마트폰 멀티카메라 채용 증가세에 힘업어, 2019년에 CMOS 이미지 센서 하나만으로 9년만에 세계 반도체 기업 매출순위 10위권 안인 9위에 안착한 것이 보도되었다. 그래서 소니는 쇠퇴 중인 일본 반도체 업계에서 유일하게 약진하는 기업인 것으로 나타났다.
2020년 1월 소니는 전기자동차 컨셉트 카 '비전-S (Vision-S)'를 공개하였다. 다만 소니는 그로부터 1년 뒤, 전기차를 자사가 실제로 양산 및 판매할 가능성에 대해 부정하며 컨셉트 카 또한 센서 기술력을 보여주기 위한 데모 작품의 개념이라는 설명을 하였는데, 실제로 해당 차량은 소니가 해외 제작사에 주문을 넣어 한정 생산한 것이며 소니가 직접 생산에 참여한 것은 아니다. 그러나 소니는 그러한 설명을 내놓은 몇 개월 뒤 애플, LG전자 등 글로벌 IT기업들의 전기차 사업 진출이 확실시 되자 양산 여부를 부정하지 않는다며 정리되지 않은 입장을 보여주었다.

### 지주사 전환과 주력 업종 변화
2020년 3월 26일 소니는 이미징 제품, 가정용 가전 및 오디오, 모바일 제품 담당 자회사들이 소속되어있는 일렉트로닉스 프로덕츠 앤드 솔루젼스 (EP&S) 부문을, 중간지주회사인 '소니전자 주식회사'(Sony Electronics Corporation)를 설립하여 그 아래에 통합할 것을 표명하였다. 전자사업 간의 시너지와 경영효율화를 도모하는 것이 목적이다.
2020년 9월 소니는 4.5조원을 투입하여 금융 계열사였던 소니 파이낸셜 홀딩스를 완전 자회사로 만드는 작업을 완료하였다고 발표하였다. 한편 소니의 성장 동력 중 하나인 스마트폰 이미지센서는 기술력과 점유율 면에서 경쟁사인 삼성전자의 추격을 받고 있으며, 스마트폰 시장에서는 지속적인 사업 축소와 일부 시장 철수를 통해 판매대수와 같은 시장점유율 경쟁에는 집중하지 않고 있다. 또한 전통적인 전자제품 사업은 이미 구조조정과 통폐합이 완료되었다. 따라서 소니가 금융과 엔터테인먼트 사업 위주로 업종 재편이 끝났으며, 콘텐츠 기업으로 개편하였다는 견해가 대두되어 있다.
2021년 4월 소니는 예고하였던 대로 1958년부터 유지되어 온 소니 주식회사 사명(社名)을 63년 만에 '소니그룹 주식회사'로 변경하였으며, 소니전자와 산하의 EP&S 부문 자회사들이 한 회사로 통합하며 '소니'라는 사명과 전자사업 관련 업무를 이어받도록 하였다.
2022년 소니는 사업단위 명칭을 '일렉트로닉스 프로덕츠&솔루션즈(EP&S)'에서 '엔터테인먼트·테크놀로지&서비스(ET&S)'로 변경하였다.

## 슬로건

2009년부터 2013년까지 사용되었던 make.believe 로고

소니의 회사 슬로건은 1982년부터 시작되어 여러 광고나 로고 밑에 사용되고 있다. 현재의 슬로건은 BE MOVED이다.
- 1982 - It's a Sony
- 1995 - Digital Dream Kids
- 1998 - Do you dream in Sony?
- 2002 - Ubiquitous Value Network
- 2005 - like.no.other
- 2005 - Sony United
- 2009 - make.believe
- 2013 - BE MOVED

## 제품 브랜드

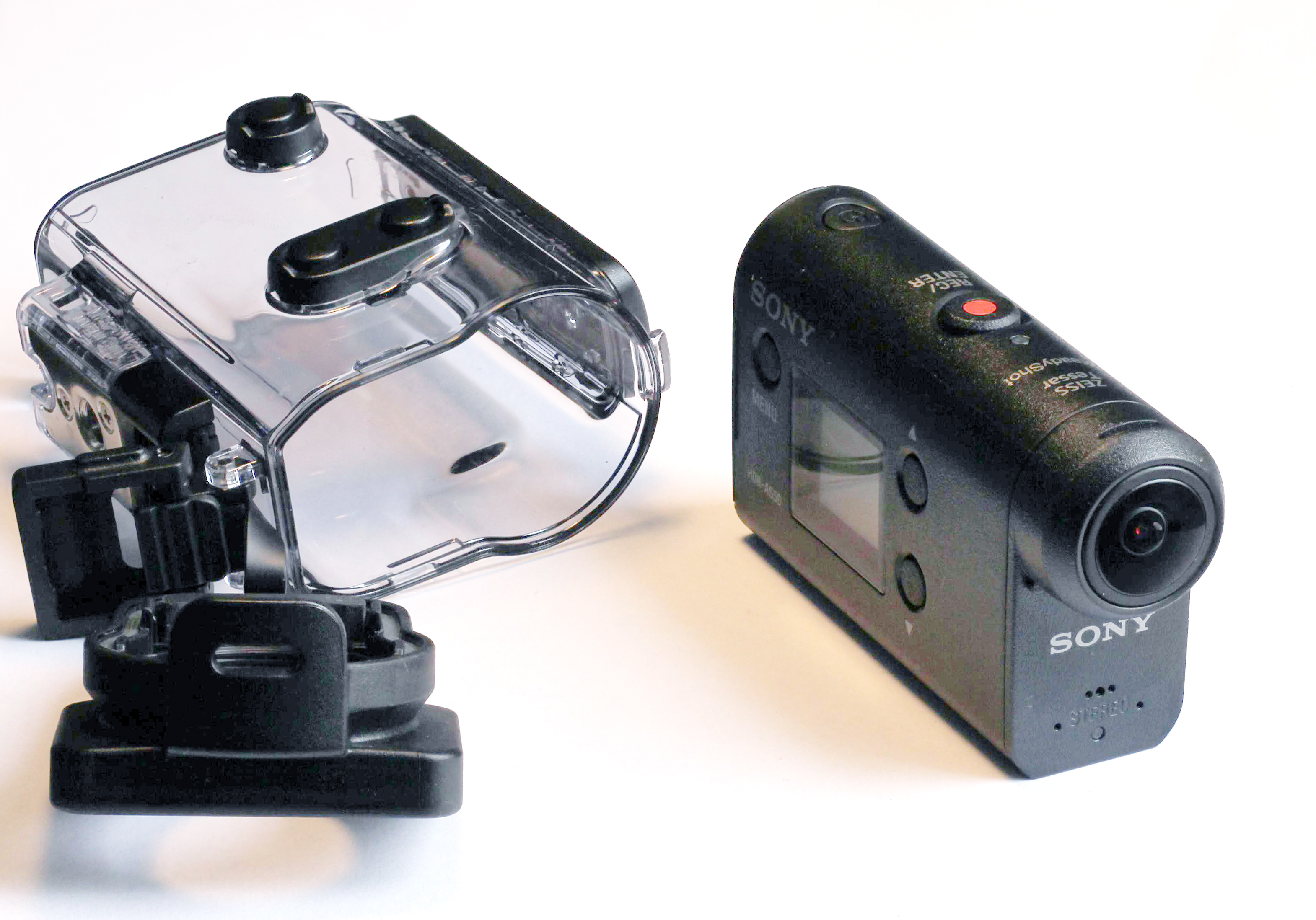
소니 액션 캠

### 디스플레이
- TV
  - 트리니트론 (1968~2008)
  - 웨가 (1998~2005)
  - 브라비아
- 포터블 TV
  - 소니 워치맨 (1982~2000)
- 디스플레이 기술
  - 트릴루미너스 디스플레이
- 컬러 모니터
  - PROFEEL (1980~1997)
  - BVM
- 대형 전광판
  - 점보트론 (1985~2001)
  - CLEDIS

### 오디오, 라디오
- 포터블 오디오
  - 워크맨 (1979~)
  - 디스크맨 (1984~2000)
  - 소니 롤리 (2007~2008)
- 이어폰, 헤드폰
  - MDR
  - XBA
  - h.ear
  - WH / WF
- 라디오 시계
  - 소니 드림 머신

### 사진, 영상
- 카메라
  - 소니 마비카 (1981~1996)
  - 사이버샷
  - α (DSLR 카메라)
  - α NEX (미러리스 카메라) 소니 알파 A7, A1, A9, A6000, A5000
- 캠코더
  - 핸디캠
- 액션 카메라
  - 소니 액션 캠
- 영화 카메라
  - 시네알타 FX3 ~ FX9 베니스
- CMOS 이미지 센서
  - 엑스모어

### 저장매체
- 광디스크
  - 컴팩트 디스크
  - 베타맥스
  - 미니디스크
  - 유니버설 미디어 디스크
  - 블루레이 디스크
- 메모리칩
  - 메모리 스틱
  - TOUGH

### 스마트기기
- PDA
  - 클리에 (2000~2005)
- 스마트폰
  - 엑스페리아
- 태블릿 PC
  - 소니 태블릿 (2011~2013)
- 전자책 리더기
  - 소니 리더
  - 디지털 페이퍼
- 스마트워치
  - 소니 스마트워치
    - 웨나

### 게임기
- 콘솔 게임기
  - 플레이스테이션
    - 플레이스테이션
    - 플레이스테이션 2
    - 플레이스테이션 3
    - 플레이스테이션 4
    - 플레이스테이션 5
- 휴대용 게임기
  - PS one
  - 플레이스테이션 포터블
  - 플레이스테이션 비타
  - PSP Go
- 서비스
  - 플레이스테이션 네트워크
  - 플레이스테이션 나우

### 마이크로프로세서
- CELL
- BIONZ

### 컴퓨터
- 개인용 컴퓨터, 노트북
  - 바이오 (1996~2014)
- 공학용 워크스테이션
  - 소니 뉴스 (1987~1996)

### 로봇
- 휴머노이드 로봇
  - QRIO (2003)
- 애완용 로봇
  - AIBO (1999~)

### 전기자동차
- 비전-S (2020~)

## 사업 부문
| 지주회사 |
| 소니 그룹 주식회사 |
| 전자 부문 |

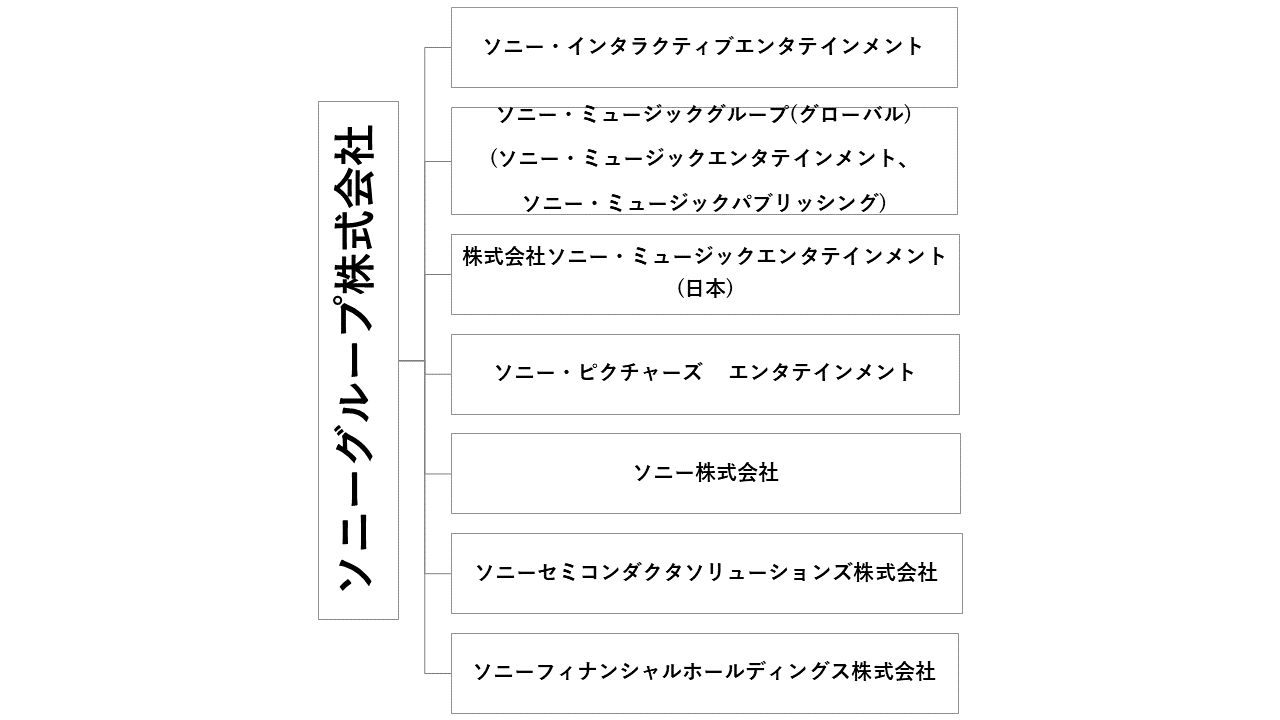
소니 그룹의 조직도(일본어)

| 소니 주식회사 (소니 전자) - 소니 글로벌 매뉴팩추어링 앤드 오퍼레이션즈 (소니 EMCS) - 소니 모바일 커뮤니케이션즈 - 소니 이미징 프로덕츠 앤드 솔루션즈 - 소니 홈 엔터테인먼트 앤드 사운드 프로덕츠 (소니 비주얼 프로덕트) |
| 소니 세미컨덕터 솔루션즈 - 소니 세미컨덕터 매뉴팩추어링 - 소니 LSI디자인 |
| 저장매체 부문 |
| 소니 디지털 오디오 디스크 코퍼레이션 |
| 소니 에너지 디바이스 주식회사 |
| 음악 부문 |
| 소니 뮤직 엔터테인먼트 - 컬럼비아 레코드 - 에픽 레코드 - RCA 레코드 - 아리스타 내시빌 - BNA 레코드 - 컬럼비아 내시빌 - RCA 레코드 내시빌 등                                                                             |
| 소니/ATV 뮤직 퍼블리싱 - EMI Music Publishing |
| 소니 뮤직 엔터테인먼트 (일본) |
| 영화 부문 |
| 소니 픽처스 - 소니 픽처스 모션 픽처 그룹 - 컬럼비아 픽처스 - 트라이스타 픽처스 등 |
| 플레이스테이션 프로덕션 |
| 게임 부문 |
| 소니 인터랙티브 엔터테인먼트 - 너티독 - 인섬니악 게임스 - 서커펀치 프로덕션 - 스퀘어 에닉스 (매각) - 소니 온라인 엔터테인먼트 (소멸) - 소니 컴퓨터 엔터테인먼트 (소멸) - 소니 이미지 소프트 (소멸)                      |
| 금융 부문 |
| 소니 파이낸셜 홀딩스 - 소니 생명보험 - 소니 손해보험 - 소니 은행 - 소니 라이프 케어 |
| 방송 부문 |
| 소니 픽처스 텔레비전 - AXN - 애니맥스 - 퍼니메이션 - 소니 엔터테인먼트 텔레비전 |
| 애니플렉스 - A-1 픽처스 - A-1 Pictures - 클로버워크스 |
| 사회 공헌 부문 |
| 소니 교육 재단 - 소니 캐나다 과학 장학 재단 - 소니 음악 재단 - 소니 글로벌 에듀케이션 |
| 스포츠 |
| 소니 센다이 F.C. |
| 소니 오픈 인 하와이 |
| 기타 자산 |
| 소니 크리에이티브 소프트웨어 |
| 소니 올림푸스 메디칼 솔루션 |
| 소니 네트워크 커뮤니케이션즈 |
| 소니 리얼 에스테이트 |
| 에어로센스 |
| 종료한 사업 |
| 소니 케미컬 |
| 소니 모바일 디스플레이 |
| 소니 옵티악 |
| 소니 엔터테인먼트 네트워크 - 비디오 언리미티드 - 뮤직 언리미티드 |

## 해외 지사
- 소니 아메리카
- 소니 코리아

## 같이 보기
- 모리타 아키오
- 이부카 마사루
- 오가 노리오
- 이데이 노부유키
- 하워드 스트링거
- 히라이 카즈오
- 요시다 켄이치로

## 참고 자료
- “외국인 CEO가 이끄는 소니의 미래”. 삼성경제연구소. 2005년 3월 30일.[깨진 링크(과거 내용 찾기)]